# George Patton
George Smith Patton Junior (ur. 11 listopada 1885 w San Gabriel, zm. 21 grudnia 1945 w Heidelbergu w Niemczech) – amerykański generał okresu II wojny światowej.

## Życiorys

### Dzieciństwo i młodość

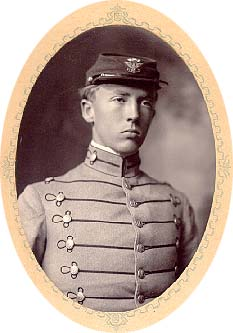
George Patton w okresie nauki w Virginia Military Institute

Urodził się na ranczu Lake Vineyard, w pobliżu miasta San Gabriel w Kalifornii. Jego ojcem był George Smith Patton senior, matką: Ruth (Wilson) Patton. Pochodził z rodziny z silnymi tradycjami wojskowymi, jego przodkowie walczyli w wielu wojnach, m.in. w czasie rewolucji amerykańskiej, a także w czasie wojny secesyjnej po stronie Konfederatów. W dzieciństwie marzył, by zostać bohaterem wojennym i generałem. Czytał książki i opracowania historyczne oraz wojskowe, cierpiał jednak na dysleksję, co spowodowało późniejsze trudności z nauką.
Karierę wojskową rozpoczął w Virginia Military Institute, z którego przeniósł się rok później do West Point. Ukończył tę szkołę po pięciu latach (zamiast zwyczajowych czterech – głównie z powodu dysleksji), w 1909. Uplasował się na 46. pozycji rankingu absolwentów tego rocznika. Żonaty od 26 maja 1910 z Beatrice „Beą” (Ayer) Patton.
Na Igrzyskach Olimpijskich w Sztokholmie w 1912 reprezentował USA w pięcioboju nowoczesnym i w kontrowersyjnych okolicznościach zajął 5. miejsce. W trakcie zawodów w strzelaniu z pistoletu nie znaleziono śladu po jednej z kul wystrzelonych przez Pattona – uznano, że chybił on całkowicie, choć bardziej prawdopodobne było, że brakująca kula przeszła otworem zrobionym już wcześniej przez inny strzał.
Patton zaprojektował szablę kawaleryjską wz. 1913 dla amerykańskiej armii.
Patton służył jako adiutant przy gen. Johnie Pershingu w wyprawie do Meksyku, mającej na celu pojmanie rewolucjonisty Francisca „Pancho” Villi. Przebywał tam do lutego 1917. Wsławił się zabiciem dowódcy gwardii przybocznej Pancho Villi, „generała” Julio Cardenasa w czasie rutynowego patrolu z oddziałem żołnierzy z 6 Dywizji Piechoty.

### I wojna światowa

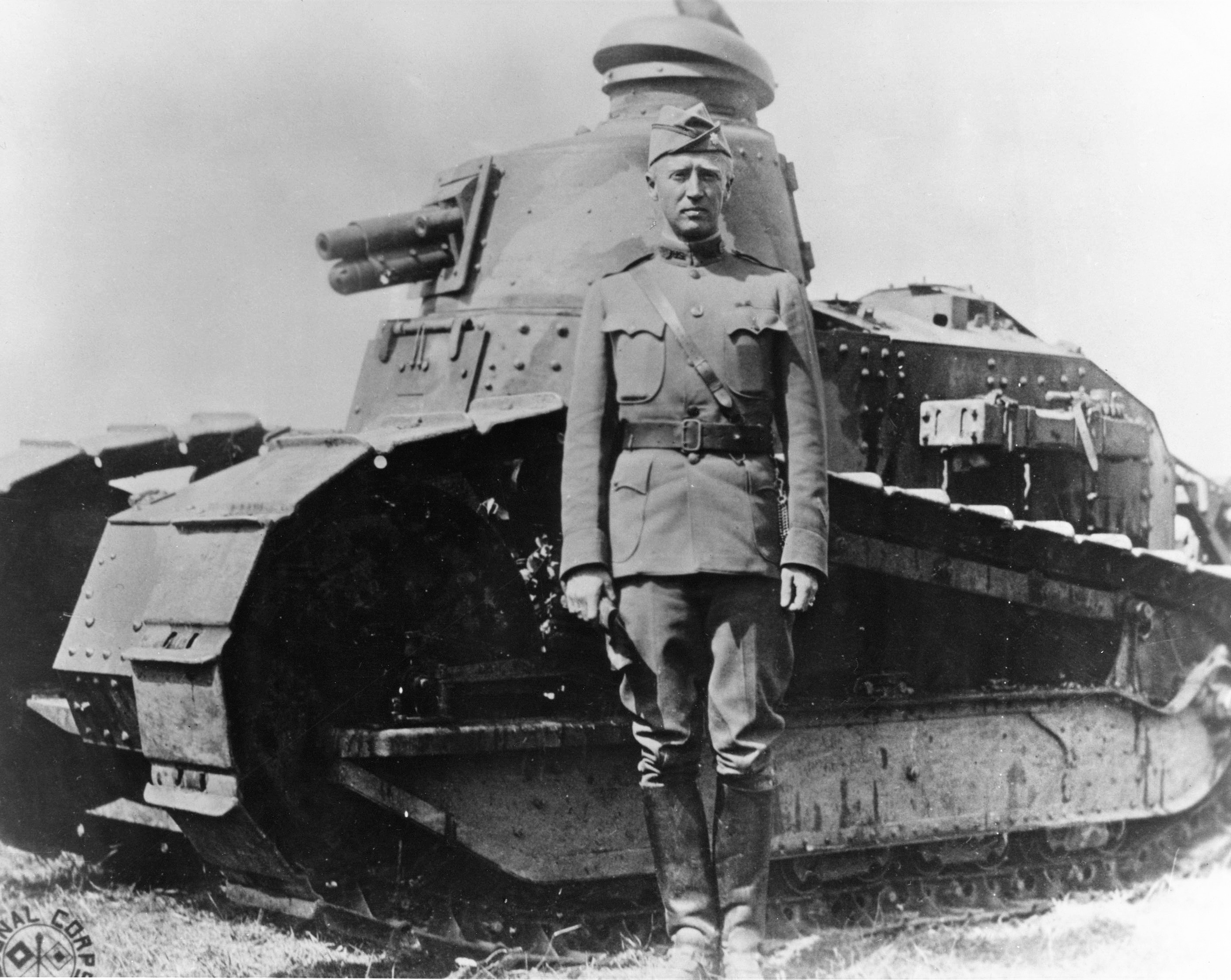
George Patton przed czołgiem Renault FT w 1918

Po przystąpieniu Stanów Zjednoczonych do I wojny światowej został awansowany do stopnia kapitana i udał się do Francji jako adiutant Pershinga, który polecił mu zorganizowanie amerykańskiego korpusu czołgów – U.S. Tank Corps. Jego zdolności organizacyjne zostały szybko zauważone i docenione, dwukrotnie go w tym czasie awansowano – osiągnął stopień pułkownika, zanim jego oddziały wzięły udział w walce.
W czasie bitwy pod Saint-Mihiel jako pierwszy amerykański oficer w historii dowodził atakiem czołgów, jednak został ciężko ranny w udo. Stało się to, kiedy osobiście udał się na pierwszą linię frontu, aby dozorować posuwające się natarcie. Otrzymał za to Purpurowe Serce, a później Krzyż za Wybitną Służbę oraz został awansowany na podpułkownika. W momencie podpisywania zawieszenia broni przebywał w szpitalu.

### Okres międzywojenny
W 1919, po powrocie do Ameryki, zaprzyjaźnił się z Dwightem Eisenhowerem. Przyjaźń ta miała później ogromny wpływ na kariery ich obu. W tym czasie Patton starał się wielokrotnie o dodatkowe fundusze na rozwój broni pancernej i zajął się opracowaniem nowej taktyki i teorii związanej z tym rodzajem broni. Jego wysiłki spełzły na niczym, a po jednym z artykułów Pattona w „Infantry Journal”, w którym kwestionował przyszłą rolę piechoty i przekonywał o potrzebie rozwoju wojsk pancernych, zagrożono mu nawet sądem wojskowym, gdyż głoszone przez niego poglądy znacznie różniły się od przyjętej wtedy amerykańskiej doktryny wojennej.
W tym okresie poznał amerykańskiego konstruktora Waltera Christiego i według niektórych źródeł finansował jego badania nad napędem i zawieszeniem dla następnej generacji czołgów. Zniechęcony niepowodzeniami przeniósł się z powrotem do kawalerii z nadzieją na rozwój własnej kariery. W styczniu 1923 został skierowany do Wyższej Szkoły Kawalerii (Advanced Cavalery School) w Ford Riley, którą ukończył w czerwcu. We wrześniu zaczął uczęszczać na kurs w Szkole Dowództwa i Sztabu Generalnego w Leavenworth, który ukończył w czerwcu 1924 z wyróżnieniem. Po ukończeniu edukacji trafił do I Korpusu w Bostonie.
W marcu 1925 został przeniesiony na Hawaje, gdzie poznał Omara N. Bradleya, ale też gdzie rosła jego frustracja z powodu braku poparcia dla jego koncepcji rozwoju broni pancernej. W trakcie tej służby napisał do Departamentu Stanu o zagrożeniu, jakie może stanowić Japonia, ostrzegając, że Pearl Harbor jest narażone na nagły atak bez wypowiedzenia wojny, który może być przeprowadzony przez samoloty startujące z lotniskowców.
W 1934 roku, z inicjatywy nowego szefa sztabu amerykańskiej armii, George'a Marshalla, zostaje awansowany na podpułkownika i ponownie wraca do kawalerii. W lipcu 1938 został przeniesiony do 5 Pułku Kawalerii w Forcie Clark w Teksasie i awansował do stopnia pułkownika. W grudniu 1938 r. kolejny raz trafił do 3 Pułku Kawalerii w Forcie Myer, tym razem już jako jego dowódca.
Po ataku Niemiec na Polskę przekonał Kongres o potrzebie stworzenia nowoczesnych oddziałów pancernych. Otrzymał promocję na generała i został dowódcą brygady zmechanizowanej, która wkrótce powiększyła się do rozmiarów dywizji i otrzymała nazwę 2 Amerykańskiej Dywizji Pancernej. Patton zdołał podnieść znacząco poziom wyszkolenia i morale amerykańskich wojsk pancernych. W czasie amerykańskich przygotowań do II wojny światowej wziął udział w manewrach w Luizjanie we wrześniu 1941 r., a dowodzone przez niego oddziały pancerne odniosły zdecydowane zwycięstwo dzięki pokonaniu w szybkim tempie 650 km i przeprowadzeniu manewru oskrzydlającego. Dzięki temu sukcesowi gen. Marshall wydał mu zgodę na przygotowanie sił pancernych do walk na froncie. Patton zorganizował wówczas Desert Training Center w Kalifornii.

### II wojna światowa

#### Operacja Husky

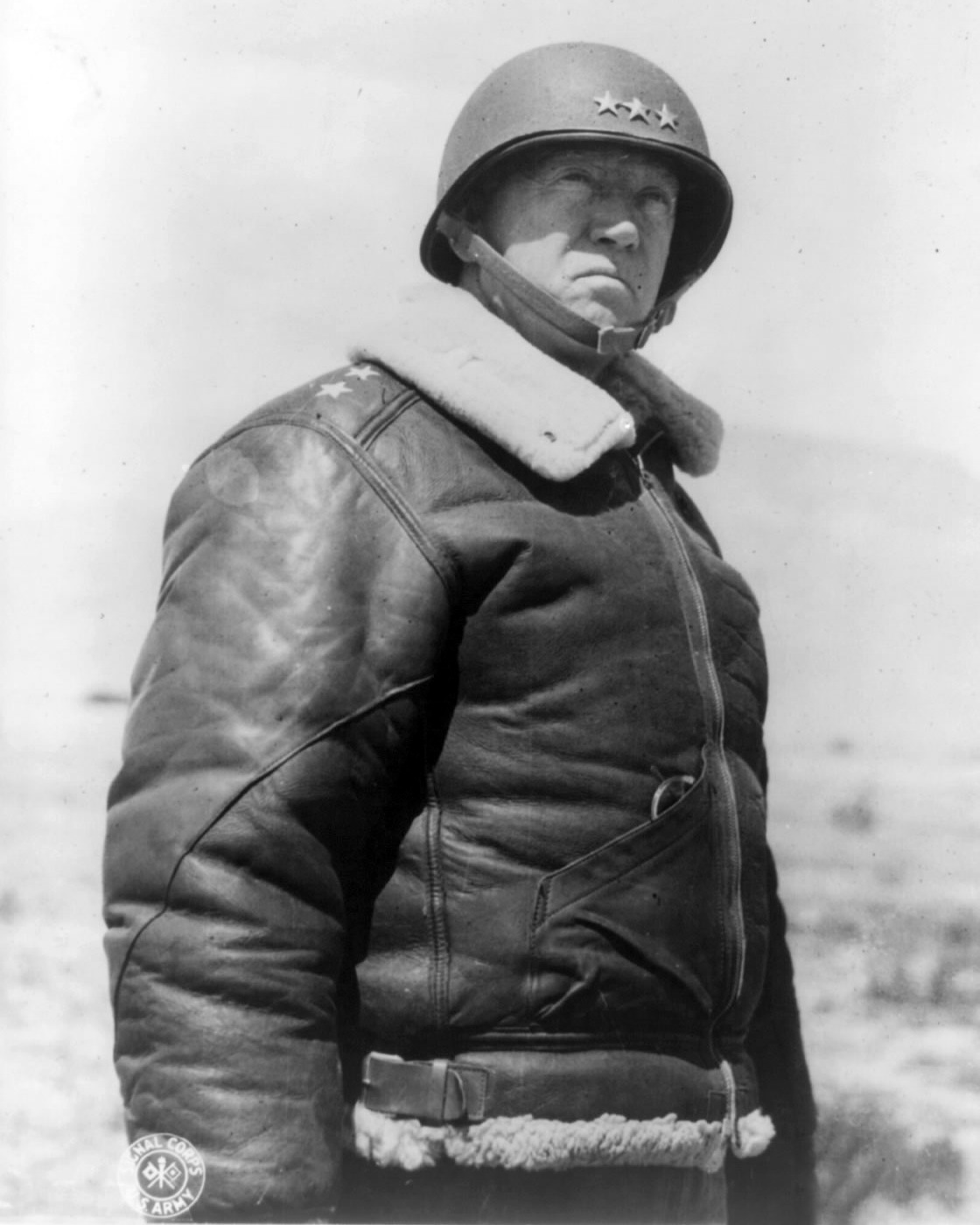
Generał porucznik George Patton 30 marca 1943

Po zakończeniu kampanii północnoafrykańskiej Pattonowi powierzono dowództwo 7 Armii podczas przygotowań do inwazji na Sycylię (operacja Husky). Z powodów politycznych pierwotne plany opanowania wyspy, opracowane przez Pattona, zostały odrzucone. Nowe plany Montgomery’ego zakładały zajęcie wyspy głównie przez wojska brytyjskie z 7 Armią pełniącą funkcję pomocniczą, polegającą na ochronie zachodniego skrzydła Brytyjczyków.
Po udanym lądowaniu na Sycylii wojskom brytyjskim, wbrew planom, nie udało się szybko dotrzeć wzdłuż wschodniego wybrzeża do Mesyny. Patton wykorzystał tę sytuację. Po szybkim zajęciu Palermo zmienił kierunek ataku na wschodni i posuwając się wzdłuż północnego wybrzeża Sycylii, dotarł do Mesyny przed Montgomerym.
Jego niewątpliwe sukcesy wojskowe w czasie operacji Husky przyćmiło kilka kontrowersyjnych wypadków. Zdaniem jego przeciwników, pierwsze z incydentów wydarzyły się pod wpływem „ognistych” przemówień Pattona, bez jego udziału:
- 13–14 lipca – tzw. Masakra w Biscari w Acate, w której grupa amerykańskich żołnierzy zabiła ok. 70 włoskich i niemieckich jeńców; żołnierze tłumaczyli potem, że zostali do tego zainspirowani przez agresywne przemówienia Pattona;
- ok. 15 lipca na lotnisku Comiso nieokreślona liczba niemieckich jeńców została zabita przez żołnierzy z oddziałów Pattona (po tym wydarzeniu Patton wydał rozkaz zabraniający zabijania jeńców);
- 12 lipca w miasteczku Canicatti doszło do ostrzelania szabrowników przez żołnierzy[6] .

Z politycznego punktu widzenia znacznie poważniejszym zdarzeniem był tzw. incydent ze spoliczkowaniem. 3 sierpnia Patton w czasie wizytacji szpitala spoliczkował i zwyzwał żołnierza, który przebywał tam bez żadnych oczywistych ran fizycznych, cierpiąc na silną nerwicę okopową. Podobny przypadek zdarzył się ponownie 10 sierpnia w innym szpitalu. Po ujawnieniu sprawy w mediach, Eisenhower odebrał Pattonowi dowództwo 7 Armii.
W czasie inwazji na Włochy Patton, choć formalnie nie był dowódcą żadnej jednostki, miał duży wpływ na jej przebieg. Po sukcesach w Afryce i na Sycylii Niemcy uważali go za najlepszego generała alianckiego. Uznali oni, że publiczne pozbawienie Pattona dowodzenia to jedynie część planu aliantów, mającego na celu wprowadzenie ich w błąd. Przedłużający się jego pobyt na Sycylii zinterpretowano jako przygotowania do inwazji na południową Francję, a jego wizytę w Kairze uznano za część przygotowania inwazji na Bałkanach. Strach przed nim pomógł unieruchomić wiele niemieckich jednostek, co zostało później świadomie wykorzystane przez aliancki kontrwywiad.

#### FUSAG
Przed inwazją na Normandię w ramach operacji Fortitude Patton został dowódcą fikcyjnej 1 Grupy Armii (First US Army Group, FUSAG), która pozorowała przygotowania do przeprowadzenia inwazji na Francję w okolicach Pas-de-Calais.
W tym czasie miało miejsce jeszcze jedno wydarzenie, które negatywnie wpłynęło na karierę Pattona. W czasie nieoficjalnego przemówienia w miejscowości Knutsford powiedział on, że po wojnie świat będzie zapewne rządzony przez Amerykę, Anglię i Rosję. Z nieznanych powodów relacje prasowe jego przemówienia w amerykańskich gazetach nie wspomniały o Rosjanach, co wywołało burzę medialną, w ramach której oskarżano Pattona o obrazę sojuszniczych sił radzieckich.

#### Normandia
Podczas początkowej fazy operacji Overlord Patton przebywał w Anglii. Dopiero 1 sierpnia 1944 w wyniku reorganizacji jednostek alianckich w Normandii został dowódcą nowo utworzonej amerykańskiej 3 Armii, która weszła w skład 12 Grupy Armii i zajęła prawe (zachodnie) skrzydło frontu.
Po przybyciu na kontynent wziął udział w końcowej fazie operacji Cobra, która przełamała impas wojny pozycyjnej, z której nie mogły się wyrwać wojska alianckie. W czasie szybkiego marszu przez Francję z powodzeniem użył zmodyfikowanej przez siebie taktyki blitzkriegu, pokonując ponad 900 km w ciągu zaledwie dwóch tygodni. Wojska Pattona wyzwoliły większość północnej Francji, ale tuż przed wejściem do Paryża zostały w kontrowersyjny sposób zatrzymane przez Eisenhowera, aby pozwolić na zajęcie tego miasta przez francuską 2 Dywizję Pancerną pod dowództwem generała Philippe’a Marie Leclerca.

#### Lotaryngia
Szybka ofensywa Pattona została nagle zatrzymana w Lotaryngii na początku września 1944 tuż przed Metzem, kiedy szybko posuwających się wojsk nie można było zaopatrzyć w paliwo i amunicję, gdyż kwatermistrzostwo nie przewidziało szybkości, z jaką będzie przesuwał się front, zwłaszcza że niedostępne były bliżej położone porty morskie. Krótka przerwa w natarciu pozwoliła Niemcom na silniejsze ufortyfikowanie Metzu. Przez następne dwa miesiące 3 Armia uwikłała się w ciężkie walki pozycyjne, zadając wiele strat Niemcom, tracąc przy tym dużo własnych żołnierzy i nie zdobywając wiele terenu.

#### Ofensywa w Ardenach

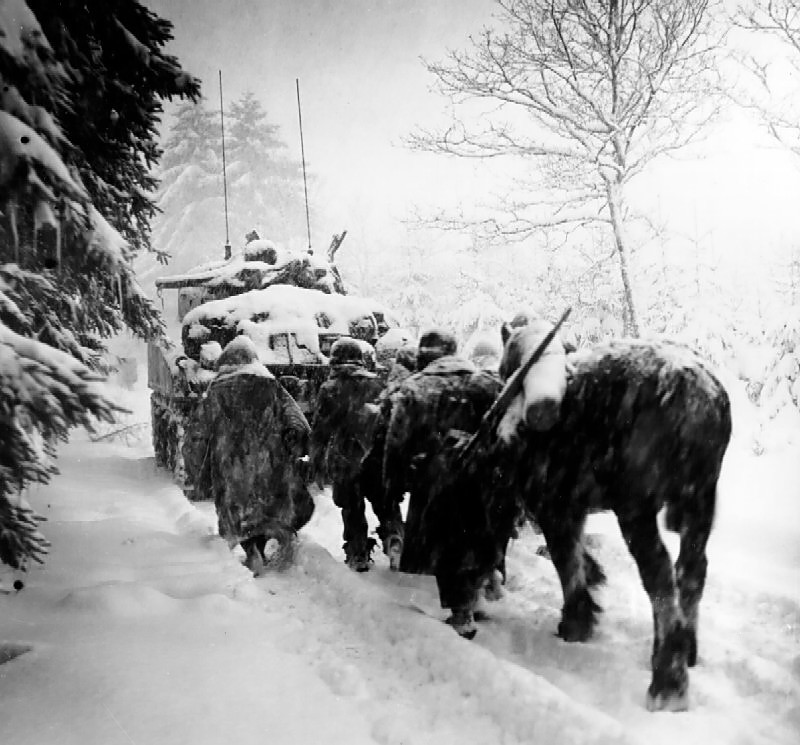
Wojska 3 Armii generała Pattona w marszu w kierunku Bastogne

Pod koniec 1944 niemiecka armia przeprowadziła ostatnią wielką ofensywę na froncie zachodnim. 16 grudnia 29 niemieckich dywizji (łącznie ok. 250 tys. żołnierzy) rozpoczęło operację Wacht am Rhein (Straż nad Renem), której celem było rozdzielenie wojsk aliantów oraz dotarcie do portów Holandii, pozbawiając w ten sposób zaopatrzenia znajdujące się we Francji wojska koalicji antyhitlerowskiej.
Patton jako jedyny z wyższych dowódców alianckich przewidział możliwość takiej ofensywy i dzięki temu jego armia była na to dobrze przygotowana. Niemcy wcześniej dwukrotnie przeprowadzali podobne ataki w tym rejonie w podobnych okolicznościach: w czasie wojny prusko-francuskiej i I wojny światowej. W przeciągu zaledwie dwóch dni Patton zmienił oś ataku dwóch korpusów 3 Armii o 90 stopni i uderzył w lewe skrzydło armii niemieckiej, docierając do okrążonych w Bastogne oddziałów 101 Dywizji Powietrznodesantowej.
Pod koniec lutego wojska niemieckie przeszły do obrony i Patton wkrótce, przełamując „Linię Zygfryda”, wkroczył do Zagłębia Saary. W szybkim marszu opanował południowe Niemcy, oswobodził również dużą część Czechosłowacji. Planował wyzwolenie Pragi i dotarł na kilkanaście kilometrów od jej przedmieść, otrzymał jednak od Eisenhowera kategoryczny zakaz dalszego pościgu za wojskami niemieckimi i cofnięcia się na wysokość Pilzna, gdyż do Pragi wchodzili już Sowieci.

### Okres powojenny
Po kapitulacji Niemiec Patton miał nadzieję, że zostanie przeniesiony na front działań na Pacyfiku, pozostawiono go jednak w Europie, gdzie został gubernatorem wojskowym Bawarii. Jego zadaniem było odbudowanie tego regionu.
Jako gubernator Bawarii Patton bardzo szybko znalazł się w konflikcie politycznym ze swoimi przełożonymi. Zdaniem Pattona oficjalna polityka denazyfikacji była błędem i automatyczne wykluczenie z życia publicznego wszystkich osób, które były członkami partii nazistowskiej było zbyt restrykcyjne. Porównał on to do sytuacji panującej w Stanach Zjednoczonych, w której obywatele czasami zostają członkami partii demokratycznej czy republikańskiej tylko po to, aby ułatwić sobie dalszą karierę zawodową, a nie ze względów ideologicznych. Jego słowa zostały zniekształcone przez niektóre media, które doniosły, że Patton porównuje demokratów i republikanów do nazistów. Po wybuchu powszechnego oburzenia opinii publicznej Eisenhower przeniósł Pattona do 15 Armii (w rzeczywistości była to grupa kilkunastu wojskowych, zajmująca się pisaniem oficjalnej historii II wojny światowej).
Patton zmarł 21 grudnia 1945 w szpitalu w Heidelbergu w wyniku obrażeń odniesionych w wypadku samochodowym, do którego doszło 9 grudnia 1945 w Mannheim-Käfertal (na rogu Mannheimer- i Neustädter Strasse), w czasie podróży do Spiry, w ostatnim dniu pobytu na terenie okupowanych Niemiec przed powrotem do kraju.

## Patton – legenda, oceny, kontrowersje
Był postacią kontrowersyjną, budził skrajne uczucia zarówno u swoich podwładnych, jak i u przełożonych. Wśród swoich żołnierzy znany był jako „Old blood and guts”. Znakomity kawalerzysta i szermierz (napisał m.in. instrukcję szermierczą dla kawalerii amerykańskiej), namiętnie grywał w polo. Opowiadał o swoich bardzo realistycznych wizjach wcześniejszych wcieleń. Wierzył w reinkarnację, uważał się m.in. za wcielenie kartagińskiego żołnierza, rzymskiego legionisty, napoleońskiego generała i wielu innych postaci.
W filmie Patton został przedstawiony w sposób znacznie różniący się od tego, jaki był on w rzeczywistości. Był on człowiekiem pełnym sprzeczności – głęboko religijny, interesował się historią sztuki i literaturą, a z drugiej strony był niezwykle gwałtowny, porywczy i wulgarny. Pod stworzoną na użytek kariery wojskowej maską macho krył się wrażliwy człowiek, który potrafił szczerze opłakiwać poległych podkomendnych. Odwiedzał wojskowe szpitale.
Jako zawodowy żołnierz świetnie poruszał się w realiach biurokracji w armii. Jeszcze w czasach I wojny światowej potrafił prowadzić znakomity lobbing wśród swoich przełożonych, korzystając z pomocy innych oficerów, w celu uzyskania wysokiego odznaczenia za akcję, w której brał udział. Pożądał sławy i wiele z jego zachowań było nastawionych wyłącznie na pokaz.
Był niezmiernie wymagający dla wszystkich swoich podwładnych i oczekiwał od nich absolutnego posłuszeństwa, ale z drugiej strony zawsze był gotowy wynagrodzić i pochwalić dobre i skuteczne inicjatywy, nawet jeżeli były one sprzeczne z jego punktem widzenia czy nawet z jego rozkazami, o ile tylko ich pomysłodawca potrafił udowodnić ich słuszność.

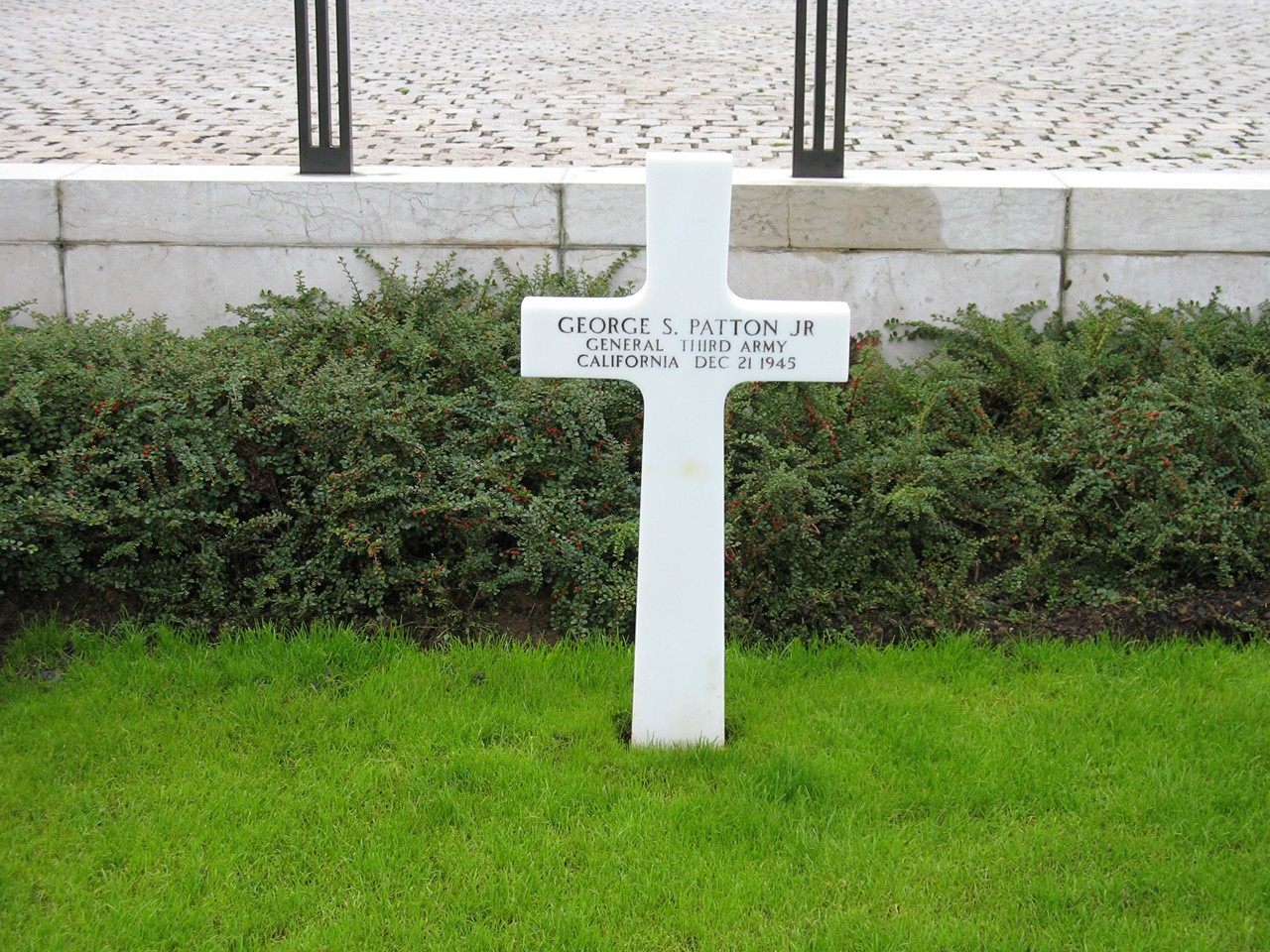
Grób gen. George’a Pattona na Amerykańskim Cmentarzu Wojskowym w Luksemburgu

Istnieją publikacje dowodzące, że został on zabity przez agentów NKWD na rozkaz Stalina we współpracy z agentami OSS i za zgodą niektórych wyższych polityków rządu Stanów Zjednoczonych. Patton również dość głośno wyrażał swoje poglądy antysowieckie (m.in. krążyła plotka, iż chciał doprowadzić do konfliktu z Armią Czerwoną, aby w ten sposób wywołać z ZSRR wojnę. W tym celu miał podobno utrzymywać w gotowości całe oddziały jeńców niemieckich). Dodatkowo swoją wiedzą na temat nieudolności swoich przełożonych (Dwight Eisenhower) i współpracowników (Bernard Law Montgomery), mógł zaszkodzić w budowaniu ich późniejszych karier zawodowych i politycznych.
Na potwierdzenie swoich teorii, ich twórcy wysuwają szereg faktów (m.in. zaginięcie dokumentów ze śledztwa, brak jakichkolwiek ran czy nawet zadrapań u kierowcy i drugiego pasażera, zeznania Douglasa Bazata – agenta OSS, brak sekcji zwłok, podmieniony samochód Pattona w muzeum mu poświęconym)   .

## Patton w kulturze
George Patton był tytułowym bohaterem powstałego w 1970 filmu Patton (odtwórca głównej roli George C. Scott otrzymał Oscara za najlepszą rolę męską). Film ten stał się bardzo popularny. Przedstawiona w nim sylwetka generała, a zwłaszcza słynne przemówienie z jego początku (oparte na prawdziwym przemówieniu Pattona do jego żołnierzy przed inwazją na Normandię) wykreowała postać Pattona jako agresywnego, żądnego krwi bojownika. Historycy wojskowości krytykują ten film za fałszywy obraz generała. Zdaniem krytyków, jest to efektem wpływu, jaki na film wywarł Omar Bradley jako doradca do spraw wojskowych i współautor scenariusza. Współpraca Pattona i Bradleya w czasie wojny była niekiedy bardzo burzliwa. Sam Bradley miał bardzo niskie zdanie o samym Pattonie, jak i o jego metodach, a film pokazuje Bradleya w sposób wybitnie hagiograficzny, często przekręcając fakty i czyniąc z Pattona bohatera negatywnego.
Amerykański reżyser Oliver Stone uważa, że film Patton miał bezpośredni wpływ na historię wojny wietnamskiej. Według niego, ówczesny prezydent Stanów Zjednoczonych Richard Nixon po obejrzeniu tego filmu wydał rozkaz eskalacji wojny w Wietnamie poprzez bombardowanie Kambodży. Stone pragnął nawet umieścić fragment Pattona w jego filmie biograficznym o Nixonie, ale nie otrzymał na to pozwolenia George’a Scotta.
W 1986 powstała druga część filmu o Pattonie Ostatnie dni Pattona. Film opowiada o wydarzeniach bezpośrednio poprzedzających śmiertelny wypadek samochodowy, w którym zginął generał, sam wypadek i hospitalizację Pattona. W filmie w postać Pattona ponownie wcielił się George C. Scott.

## Awanse
- podporucznik (Second Lieutenant) – 11 czerwca 1909
- porucznik (First Lieutenant) – 23 maja 1916
- kapitan (Captain) – 15 maja 1917
- major (Major) [armii ochotniczej] – 26 stycznia 1918
- podpułkownik (Lieutenant Colonel) [armii ochotnicze] – 30 marca 1918
- pułkownik (Colonel) [armii ochotniczej] – 17 grudnia 1918
- kapitan (Captain) [powrót do armii regularnej] – 30 czerwca 1920
- major (Major) – 1 lipca 1920
- podpułkownik (Lieutenant Colonel) – 1 marca 1934
- pułkownik (Colonel) – 1 lipca 1938
- generał brygady (Brigadier General) – 1 października 1940
- generał major (Major General) – 2 kwietnia 1941
- generał porucznik (Lieutenant General) – 12 marca 1943
- generał – 14 kwietnia 1945

## Ordery i odznaczenia

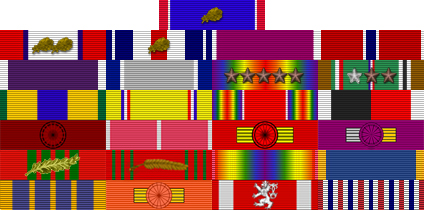
Baretki odznaczeń George’a Pattona

- Krzyż za Wybitną Służbę (Distinguished Service Cross) – dwukrotnie
- Medal Sił Lądowych za Wybitną Służbę (Army Distinguished Service Medal) – trzykrotnie
- Srebrna Gwiazda (Silver Star) – dwukrotnie
- Legia Zasługi (Legion of Merit)
- Brązowa Gwiazda (Bronze Star)
- Purpurowe Serce (Purple Heart)
- Srebrny Medal za Uratowanie Życia (Silver Lifesaving Medal)
- Medal za Służbę w Meksyku (Mexican Service Medal)
- Medal Zwycięstwa I Wojny Światowej (World War I Victory Medal)
- Medal za Służbę Obronną Kraju (American Defense Service Medal)
- American Campaign Medal
- Silver European-African-Middle Eastern Campaign Medal
- Bronze European-African-Middle Eastern Campaign Medal – dwukrotnie
- World War II Victory Medal
- Army of Occupation Medal (1955 – pośmiertnie)
- Honorowy Towarzysz Orderu Łaźni (Order of the Bath, Wielka Brytania)
- Honorowy Kawaler Komandor Wojskowego Orderu Imperium Brytyjskiego (Order of the British Empire, Wielka Brytania)
- Wielki Oficer Orderu Leopolda (Grand-Cordon Ordre de Léopold, Belgia)
- Krzyż Wojenny z brązową palmą (Croix de Guerre, Belgia)
- Czechosłowacki Wojskowy Order Lwa Białego „Za zwycięstwo” I Klasy (Vojenský Řád bílého lva „Za vítězství”, Czechosłowacja)
- Krzyż Wojenny Czechosłowacki 1939 (Československý válečný kříž 1939, Czechosłowacja)
- Krzyż Komandorski Orderu Legii Honorowej (Commandeur Légion d’honneur, Francja)
- Krzyż Wojenny z brązową palmą (Croix de Guerre, Francja)
- Medal Wolności (Liberation Medal, Francja)
- Krzyż Wielki Order Zasługi Adolfa de Nassau (Grand Cross of the Order of Adolphe of Nassau, Luksemburg)
- Krzyż Wojenny (Croix de Guerre, Luksemburg)
- Wielka Wstęga Orderu Alawitów (Maroko)
- Order Lwa Białego IV klasy, wojskowy (Czechy, 1998 – pośmiertnie)[25]
- Order Kutuzowa I klasy (ZSRR, 1945)[26]

Patton był także nagradzany licznymi pamiątkowymi medalami i odznakami, które nie były zakładane do munduru paradnego czy polowego, gdyż nie były uważane za oficjalne odznaczenia wojskowe.